# 木原功仁哉
木原 功仁哉（きはら くにや、1984年〈昭和59年〉3月16日 - ）は、日本の弁護士、政治活動家、反ワクチン訴訟弁護団主任弁護士、「祖国再生同盟」代表。ワクチン接種中止などを求めて国に「反ワクチン訴訟」を起こし、反ワクチン団体「神真都Q」や、マスク不着用の町議が行う「反マスク訴訟」で弁護人を務める。

## 略歴
兵庫県神戸市出身、滝川中学校・高等学校を経て京都大学工学部卒業。2013年、大阪市立大学法科大学院を修了し司法試験に合格。2014年、東京弁護士会に加入し弁護士登録。
2021年に兵庫1区から衆院選に出馬して落選した。選挙では、「マスクの着用は不要」「ワクチンは人口の削減が目的」「ウクライナは日本にとって敵性国家」「日本が受け入れているウクライナ難民は、本当に難民かわからない」「日本国憲法は無効で、大日本帝国憲法が現在も有効」「食料品等の物価高はユダヤ系の国際金融資本のせい」などと主張した。街頭演説には、兵庫県尼崎市の長尾和宏医師も応援に駆けつけた。
2022年には兵庫県選挙区から参院選に立候補して落選、2023年には神戸市東灘区選挙区から神戸市議選に立候補して落選、2024年には兵庫1区から第50回衆議院議員総選挙に立候補して落選した。2025年実施の第27回参議院議員通常選挙では日本誠真会から比例代表候補として立候補したが、当選はできなかった。

## 祖国再生同盟
2021年、「祖国再生同盟」を結成し、「GHQ占領下で制定された日本国憲法は憲法として有効ではなく、アメリカとの講和条約の限度で有効であり、大日本帝国憲法が現在も有効である」という真正護憲論などの主張を行う。団体の代表は木原が、最高顧問は南出喜久治が、特別顧問は西村眞悟が務めている。

## 反ワクチン運動
2019年、新型コロナウイルス感染症（COVID-19）の流行時、ビル・ゲイツが講演会で行った発言から、「COVID-19ワクチンは、ビル・ゲイツが人口減少を目論んだものである」と主張した。ビル・ゲイツは、妻と「ビル&メリンダ・ゲイツ財団」を作り、無償で発展途上国にワクチンを供給しているが、講演で行った「発展途上国では乳幼児の死亡率と出生率が高いが、ワクチンで乳幼児の死亡率を抑えれば、出生率も低下して人口爆発が防げる」といった趣旨の発言が、反ワクチン派の陰謀論「ビル・ゲイツによる人口削減計画」の根拠に使われている。
2021年、国を相手に「COVID-19ワクチンの接種中止」などを求める「反ワクチン訴訟」を、南出喜久治と起こした。2021年10月12日、訴訟の第1回口頭弁論が東京地方裁判所で開かれ、数百人がマスクを着用せずに庁舎内に入り混乱した。また木原が意見陳述で、再三の注意にもかかわらず「訴訟と関連性のない」発言をやめなかったため、強制的に退廷させられた。2022年8月、一審で敗訴し、控訴をした。
2022年、反ワクチン団体「神真都Q」の裁判で、南出と弁護人を務めた。神真都Ｑの元代表などのメンバーは、ワクチン接種会場やクリニックで妨害行為を行い、建造物侵入で逮捕・起訴されている。木原は「ワクチン接種阻止活動は祖国防衛権の行使であり、神真都Qは反ワクチン運動のスケープゴートにされている」と主張した。神真都Qは、トランプ元大統領を支持するQアノンの陰謀論に影響を受けた『光の戦士』を自称しており、「コロナワクチンは『闇の政府（ディープステート）』が人類滅亡を目論んだもの」だと考え、接種会場には「殺人行為を止めに入った」と主張している。

## 反マスク運動
マスクの着用は酸欠や熱中症、雑菌の汚染により健康被害を引き起こすとし、「脱マスク」「鼻出し・あごマスク」を勧めている。
2021年の衆院選で没収された供託金などの返還を求めた裁判で、マスクをせずに出廷し、裁判長から着用を促され、従わなかった
マスク不着用の北海道白糠町議が町に起こした「反マスク」裁判で、南出と弁護人を務める。2022年6月、一審で敗訴し、控訴をした。控訴審では、町議と共にマスクをせずに入廷し、裁判長から着用を促され、従わなかった。
池田利恵日野市議会議員が、「自民党から除名されたのは無効」とする裁判で、南出と弁護人を務める。池田は、全国で「反ワクチン・反マスク」の講演会を行うが、参加者にマスク着用を促さなかったことで、自民党を除名された。

## 選挙
| 当落 | 選挙                     | 執行日         | 年齢 | 選挙区             | 政党       | 得票数    | 得票率 | 定数 | 得票順位 /候補者数 | 政党内比例順位 /政党当選者数 |
| ---- | ------------------------ | -------------- | ---- | ------------------ | ---------- | --------- | ------ | ---- | ------------------ | ---------------------------- |
| 落   | 第49回衆議院議員総選挙   | 2021年10月31日 | 37   | 兵庫県第1区        | 無所属     | 7174票    | 3.37%  | 1    | 5/5                | /                            |
| 落   | 第26回参議院議員通常選挙 | 2022年07月10日 | 38   | 兵庫県選挙区       | 無所属     | 2万5113票 | 1.09%  | 3    | 9/13               | /                            |
| 落   | 2023年神戸市議会議員選挙 | 2023年4月9日   | 39   | 神戸市東灘区選挙区 | 無所属     | 4386票    | ーー   | 9    | 10/14              | /                            |
| 落   | 第50回衆議院議員総選挙   | 2024年10月27日 | 40   | 兵庫県第1区        | 無所属     | 9731票    | 4.65%  | 1    | 6/7                | /                            |
| 落   | 第27回参議院議員通常選挙 | 2025年07月20日 | 41   | 参議院比例区       | 日本誠真会 | 3359票    | ーー   | 50   | 2/2                | /                            |